# Saint-Didier-sous-Aubenas
Saint-Didier-sous-Aubenas är en kommun i departementet Ardèche i regionen Auvergne-Rhône-Alpes i sydöstra Frankrike. Kommunen ligger  i kantonen Aubenas som ligger i arrondissementet Largentière. År 2022 hade Saint-Didier-sous-Aubenas 924 invånare.

## Befolkningsutveckling
Antalet invånare i kommunen Saint-Didier-sous-Aubenas
Referens: INSEE